# Soulèvement de la Ruhr
Soulèvement de la Ruhr
(Révolution allemande de 1918-1919)
Le soulèvement de la Ruhr est un bref soulèvement d'une partie de la gauche allemande — Parti communiste d'Allemagne (KPD), Parti social-démocrate indépendant d'Allemagne (USPD) et Parti communiste ouvrier d'Allemagne (KAPD) — pour mettre en échec le putsch de l'extrême droite et d'une partie de la droite du 13 mars 1920. Un bras armé du KPD est également mis sur pied : l'Armée rouge de la Ruhr (en allemand : Rote Ruhrarmee) dirigé par le « général rouge de la Ruhr » Max Hoelz. Le soulèvement a été écrasé par l'armée de Weimar dès le début du mois d'avril.

## Historique du soulèvement

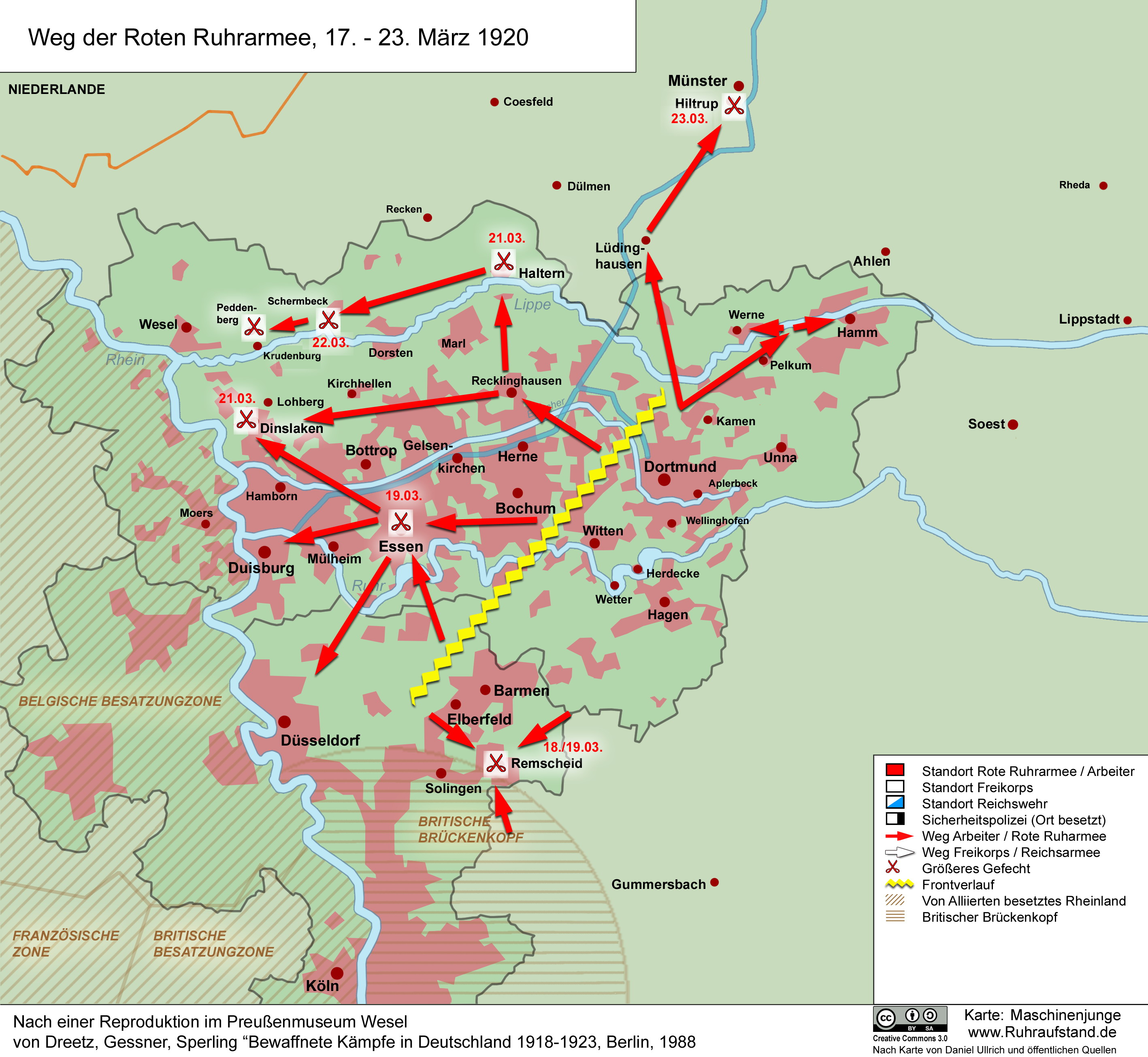
Théâtre des opérations et villes sous contrôle de l'Armée rouge de la Ruhr lors du soulèvement, 17-23 mars 1920.

Le 17 mars 1920, l'Armée rouge de la Ruhr attaque le Freikorps Lichtschlag du capitaine Hasenclever, partisan du putschiste Wolfgang Kapp. Elle capture armes et munitions et 600 paramilitaires du Freikorps Lichtschlag. Le putsch est vaincu et la République est donc rétablie. 
Le 20 mars, des conseils ouvriers sont mis en place et prennent le pouvoir dans certaines villes de la Ruhr. La citadelle de Wesel est attaquée par les partisans socialistes le 24 mars. Dès lors les autorités allemandes dressent un ultimatum, demandant la fin des grèves ouvrières et du soulèvement communiste. La tentative de résoudre le différend par la négociation échoue et le gouvernement allemand ordonne à l'armée (Reichswehr) de réprimer et de mettre un terme au soulèvement socialiste. Le général Oskar von Watter est chargé de réprimer l'insurrection. Une nouvelle grève générale mobilise 30 000 mineurs (75 % de la population active de la région) et les troubles s'étendent par ailleurs à Düsseldorf et Elberfeld en Rhénanie-du-Nord-Westphalie.
Les insurgés de l'Armée rouge de la Ruhr étaient souvent des vétérans de la Première Guerre mondiale et ceux-ci voyaient l'instauration de la République de Weimar comme la possibilité d'obtenir l'autonomie, voire l'indépendance de la Ruhr et d'établir un gouvernement socialiste.
Le 2 avril 1920, les unités de la Reichswehr envahissent la Ruhr et le soulèvement communiste prend fin dans le Nord. 150 à 300 partisans socialistes sont tués, des perquisitions, des arrestations de masse et des condamnations à mort par les cours martiales allemandes s'ensuivent.

## Bilan et pertes

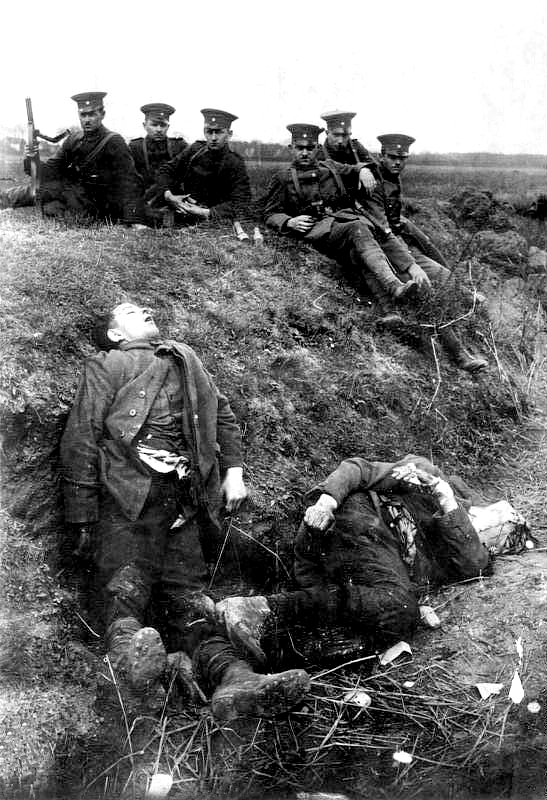
Des insurgés de l'Armée rouge de la Ruhr abattus. Au second plan se tiennent des soldats de la Reichswehr.

Le 12 avril, les combats prennent fin. Au total plus de 2 000 partisans socialistes/communistes et 273 soldats allemands (paramilitaires y compris) furent tués lors du soulèvement. L'Armée rouge de la Ruhr est dissoute, dissuadant toutes nouvelles actions armées contre le gouvernement. Toutefois, la répression du soulèvement ne marqua pas pour autant la fin des violences : entre 1919 et 1922, on dénombre au total 35 600 assassinats politiques en Allemagne, dont le ministre des Affaires étrangères Walther Rathenau (tué par des militants d'extrême droite).

## Conséquences politiques
La France, opposée à l'intervention de l'armée allemande sans contrepartie, réagit à celle-ci en envoyant ses forces d'occupation en Allemagne occuper temporairement à partir du 6 avril Francfort et Darmstadt.
En octobre 1920, une scission intervient au sein des socialistes, et l'aile gauche de l'USPD rejoint le KPD. Au cours du congrès de scission, l'aile gauche avait 237 mandats et l'aile droite 156. Le KAPD est également scindé : une partie importante des militants quitte alors l'organisation pour fonder l’Union générale des travailleurs d'Allemagne - Organisation unitaire (AAUD-E). En 1922, une nouvelle scission intervient entre la « fraction d’Essen » (liée à l'Internationale communiste ouvrière) et la « fraction de Berlin ». 
Ces scissions plombent le jeune parti qui ne rassemble plus que 5 000 militants. Les communistes de l'USPD et du KPD parviennent en revanche à obtenir 88 sièges lors des élections législatives de juin 1920 face au SPD (102 sièges) et au DVNP de droite nationale-conservatrice (71 sièges).